# Gruppo di NGC 2487
Il Gruppo di NGC 2487 comprende almeno quattro galassie situate nella costellazione dei Gemelli.

## Descrizione
La distanza media tra il centro di massa di questo gruppo e la nostra Via Lattea è di circa 237 milioni di anni luce (72,6 Mpc).

## Membri
Nella tabella sottostante sono riportati i membri del gruppo indicati da Garcia nel suo articolo del 1993.
| Nome     | Classificazione | Tipo            | RA (J2000.0)  | DEC (J2000.0) | Velocità radiale (km/s) | Magnitudine apparente | Distanza (Mpc) | Dimensioni (kal) |
| -------- | --------------- | --------------- | ------------- | ------------- | ----------------------- | --------------------- | -------------- | ---------------- |
| NGC 2486 | Sa              | Spirale         | 07h 57m 56.5s | 25° 09′ 39″   | 4649 ± 2                | 13,3                  | 71,5 ± 5,0     | 155              |
| NGC 2487 | SB(r)c          | Spirale barrata | 07h 58m 20.4s | 25° 08′ 57″   | 4827 ± 2                | 12,5                  | 74,2 ± 5,2     | 171              |
| NGC 2498 | SBa             | Spirale barrata | 07h 59m 38.8s | 24° 58′ 56″   | 4720 ± 10               | 13,4                  | 72,6 ± 5,1     | 69               |
| UGC 4099 | SB(r)b          | Spirale barrata | 07h 55m 48.7s | 24° 42′ 22″   | 4684 ± 3                | 12,618 ± 0,004        | 72,0 ± 5,1     | 130              |

Il sito DeepskyLog permette di trovare agevolmente le costellazioni in cui sono situate le galassie; in alternativa si possono utilizzare le coordinate delle galassie per individuarle. Se non altrimenti indicato, le coordinate sono quelle fornite dal sito NASA/IPAC (National Aeronautics and Space Administration / Infrared Processing and Analysis Center).